# Age of Wonders
Age of Wonders est un univers de fiction composé d'une série de jeux vidéo de stratégie au tour par tour développés par Triumph Studios sur PC.
On peut comparer cette série, par son gameplay à la série Heroes of Might and Magic.

## Description
Ces jeux se déroulent dans un univers médiéval-fantastique classique, peuplé par des races telles que les Elfes, les Nains, les Orcs, les Morts-Vivants, etc. Le jeu comprend deux parties distinctes : une partie stratégique, durant laquelle le joueur gère explore la carte et gère ses villes et ses armées, et une partie tactique qui se déclenche lorsqu'une armée du joueur rencontre une armée adverse.

## Composition

### Age of Wonders
Age of Wonders est le premier opus de la série Age of Wonders. Il est sorti en 1999 (2000 en France).

### Age of Wonders II: The Wizard's Throne
Age of Wonders II: The Wizard's Throne est la suite du premier opus de la série Age of Wonders. Il est sorti en 2002.

### Age of Wonders: Shadow Magic
Age of Wonders: Shadow Magic est un spin-off du deuxième opus de la série Age of Wonders. Il est sorti en 2003.

### Age of Wonders III
Age of Wonders III est la suite des jeux précédents. Il est sorti en 2014.

### Age of Wonders IV
Age of Wonders IV est la suite de Age of Wonders III. Il est sorti en 2023 sur PC, Xbox series x et PS5.